# Linderhof (Ettal)
Linderhof ist ein Gemeindeteil der Gemeinde Ettal im oberbayerischen Landkreis Garmisch-Partenkirchen.

## Lage
Das Dorf liegt etwa 10 km westlich von Ettal im Graswangtal beidseitig der Linder und nördlich der Staatsstraße 2060 auf einer Höhe von 950 m ü. NHN.

## Geschichte
Im 19. Jahrhundert gab es in Linderhof lediglich ein Forsthaus an der Straße und ein landwirtschaftliches Anwesen, das nach seinem Besitzer „Linder“ benannt war. König Maximilian II. ließ in der Mitte des 19. Jahrhunderts ein Nebengebäude des Bauernhofs für sich zu einem Jagdsitz umbauen. Sein Sohn Ludwig II. ließ es ab 1869 zum Schloss Linderhof ausbauen und einen Schlosspark mit zahlreichen Staffagebauten anlegen.  

## Beschreibung
Der Ort besteht im Wesentlichen aus dem Schloss, dem Schlosspark und den zum Betrieb und der Verwaltung erforderlichen Bauten. Nur wenige Häuser liegen an der Staatsstraße. Der Großteil der Bebauung liegt nördlich der Linder am Waldrand. 